# Energia eólica no Brasil

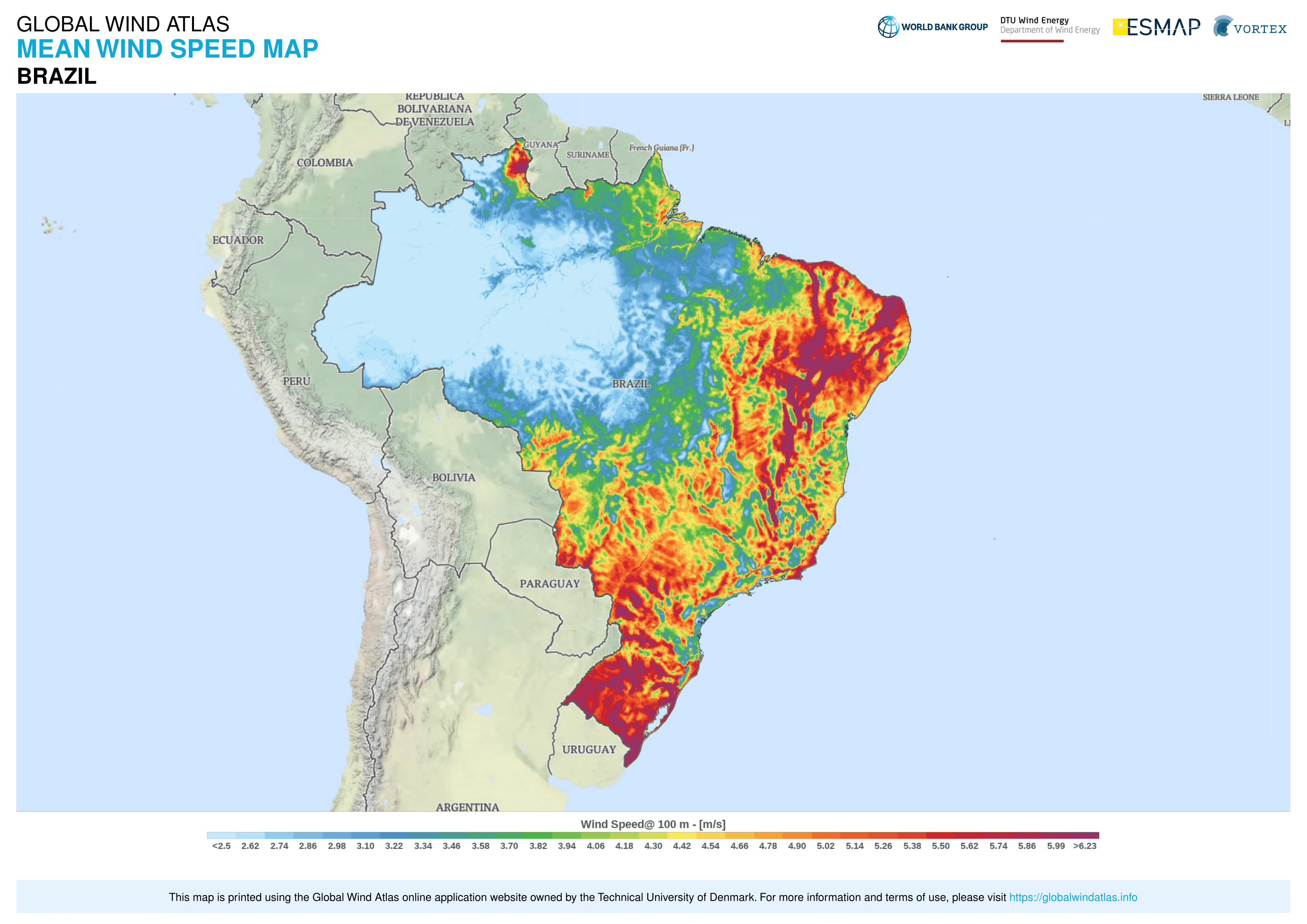
Velocidade média do vento no Brasil.

A energia eólica no Brasil tinha capacidade instalada de 23,3 GW em outubro de 2022 (maior do que a da Usina de Itaipu, que tem 14 GW instalados).
Em 2021 o Brasil era o 7° país do mundo em termos de potência instalada de energia eólica (21 GW) e o 4º país que mais produzia energia eólica (72 TWh), atrás apenas de China, EUA e Alemanha. No final de 2021, haviam mais de 750 parques eólicos e mais de 10 mil aerogeradores, o equivalente a 10,95% da potência energética instalada no país.
Os principais produtores de energia eólica no Brasil, em maio de 2022, eram: Rio Grande do Norte, com 6.764 MW e 222 parques; Bahia, com 6.011 MW e 230 parques; Ceará, com 2.506 MW e 99 parques; Piauí, com 2.437 MW e 83 parques; Rio Grande do Sul, com 1.835 MW e 81 parques; Pernambuco, com 899 MW e 37 parques; Paraíba, com 628 MW e 30 parques; Maranhão, com 426 MW e 16 parques, e Santa Catarina, com 250 MW e 18 parques.
Sendo uma energia "limpa", a energia eólica presta-se para a produção do hidrogênio "verde" e alguns projetos neste sentido vem sendo considerados no Brasil na década de 2020.

## Potencial

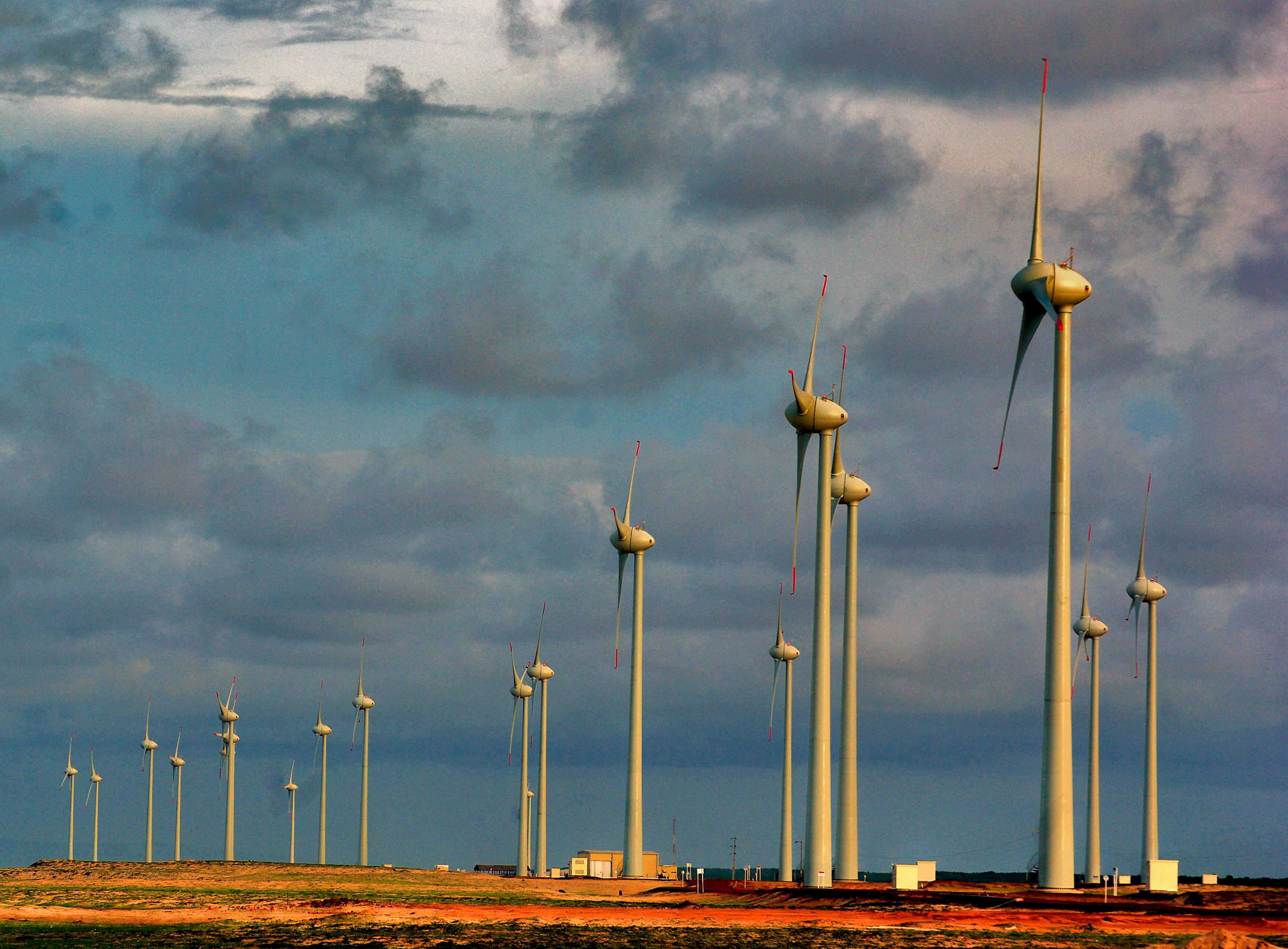
Turbinas eólicas em Parnaíba, Piauí.

O potencial da energia eólica no Brasil é mais intenso de junho a dezembro, coincidindo com os meses de menor intensidade de chuvas. Isso coloca o vento como uma potencial fonte suplementar de energia gerada por hidrelétricas.
Em 2009, 10 projetos estavam em construção, com uma capacidade de 256 MW, e em 2010, 45 iniciaram sua construção para gerar 2.139 MW, em vários estados. A empresa estadunidense General Electric tem uma indústria no Brasil, na cidade de Campinas, e uma parceria com a Tecsis em Sorocaba, para atender a demanda dos novos projetos.
Em 14 de dezembro de 2009, cerca de 1.800 megawatts (MW) foram contratados com 71 usinas de energia eólica programados para serem entregues a partir do 1 de julho de 2012. Ao focalizar internamente na geração de energia eólica, o Brasil é parte de um movimento internacional para tornar a energia eólica uma fonte primária de energia. Na verdade, a energia eólica tem tido a maior taxa de expansão de todas as fontes renováveis de energia disponíveis, com um crescimento médio de 27% por ano desde 1990, segundo o Global Wind Energy Council (GWEC). Até 2014 deve ser atingido uma capacidade instalada de 7.000 megawatts (MW).
Tinha a capacidade instalada de geração de um pouco mais de 25 MW em 2005, e chegou a marca de 4.500 MW em 2014 com 181 parques eólicos instalados e que evitam 4 milhões de toneladas de CO2 na atmosfera por ano. Em 2013 encontrava-se na 13ª posição no ranking dos países com maior produção de energia eólica.  Para compararmos, em agosto de 2011 tinha capacidade de 1.000 MW, suficiente para abastecer uma cidade de cerca de 400 mil residências. Cerca de 300 GW podem ser extraídos no território nacional e a expectativa é de que chegue a 20 GW em 2020.

## Evolução da produção
| Ano  | Produção (GWh) | Acréscimo | Parte da prod.életrica |
| 2007 | 645            |           | 0,14 %                 |
| 2008 | 837            | +30 %     | 0,18 %                 |
| 2009 | 1 238          | +48 %     | 0,27 %                 |
| 2010 | 2 177          | +76 %     | 0,42 %                 |
| 2011 | 2 705          | +24 %     | 0,51 %                 |
| 2012 | 5 050          | +87 %     | 0,91 %                 |
| 2013 | 6 576          | +30 %     | 1,15 %                 |
| 2014 | 12 208         | +86 %     | 2,1 %                  |
| 2015 | 21 626         | +77 %     | 3,7 %                  |
| 2016 | 33 488         | +55 %     | 5,8 %                  |
| 2017 | 42 373         | +27 %     | 7,2 %                  |
| 2018 | 48 475         | +14,4 %   | 8,1 %                  |
| 2019 | 55 986         | +15,5 %   | 8,9 %                  |

## Evolução do potencial instalado
A evolução do potencial instalado no país deu-se da seguinte forma:

## Suporte do governo

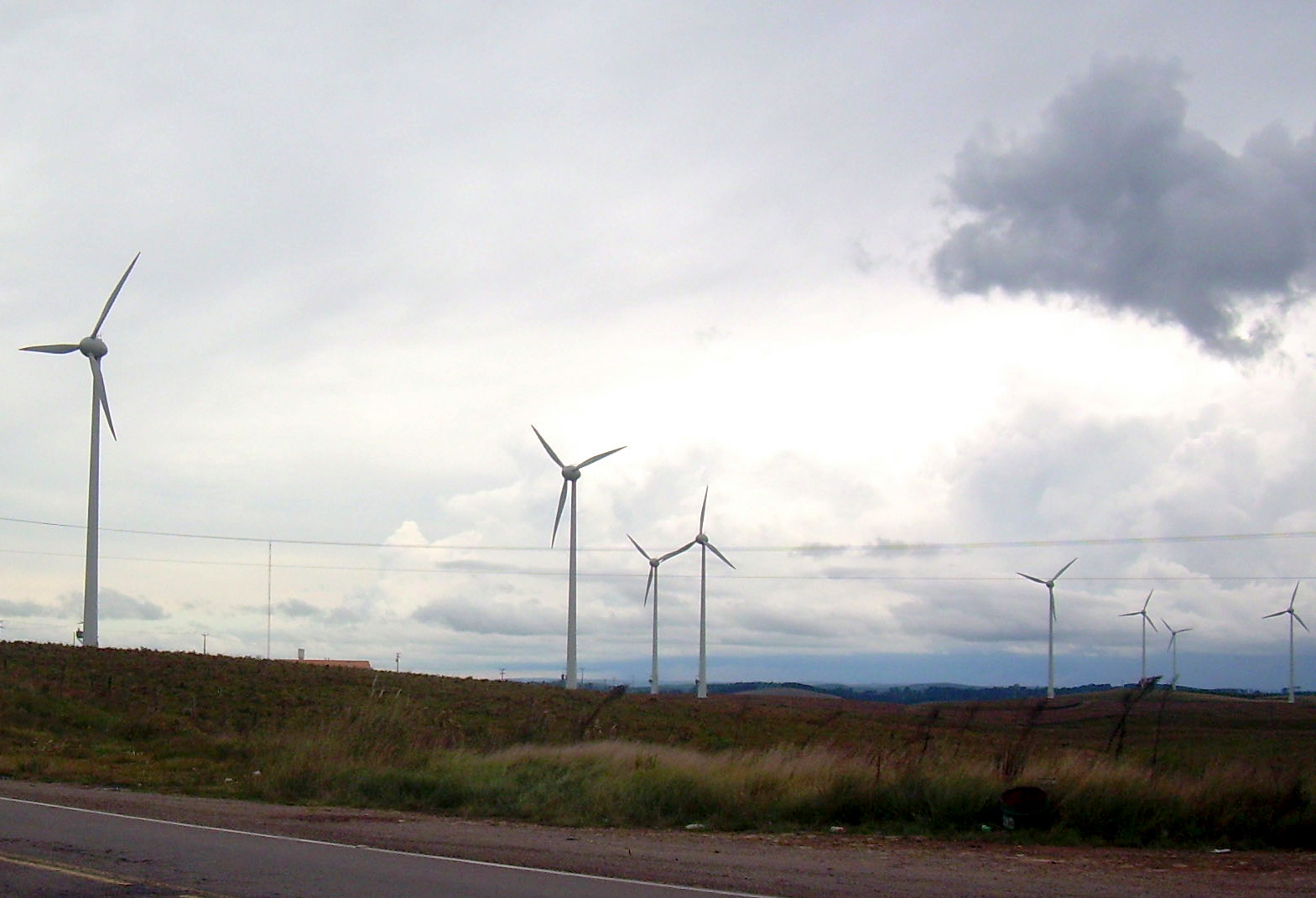
Parque eólico em Palmas, Paraná.

A primeira turbina de energia eólica do Brasil foi instalada em Fernando de Noronha em 1992. Dois anos depois, entrou em operação a primeira usina eólica conectada ao sistema elétrico integrado do país, na cidade de Gouveia - MG, no Vale do Jequitinhonha. Já na próxima década, o governo criou o Programa de Incentivo às Fontes Alternativas de Energia Elétrica (Proinfa) para incentivar a utilização de outras fontes renováveis, como eólica, biomassa e Pequenas Centrais Hidrelétricas (PCHs). Estas estações podem usar energia hidrelétrica, o carro-chefe da matriz energética do Brasil, que compreende cerca de três quartos da capacidade energética instalada do Brasil.[carece de fontes?]
O alto custo da produção de energia, juntamente com as vantagens da energia eólica como uma fonte de energia renovável, amplamente disponível, tem levado vários países a estabelecer incentivos regulamentando e dirigindo investimentos financeiros para estimular a geração de energia eólica.

## Crescimento

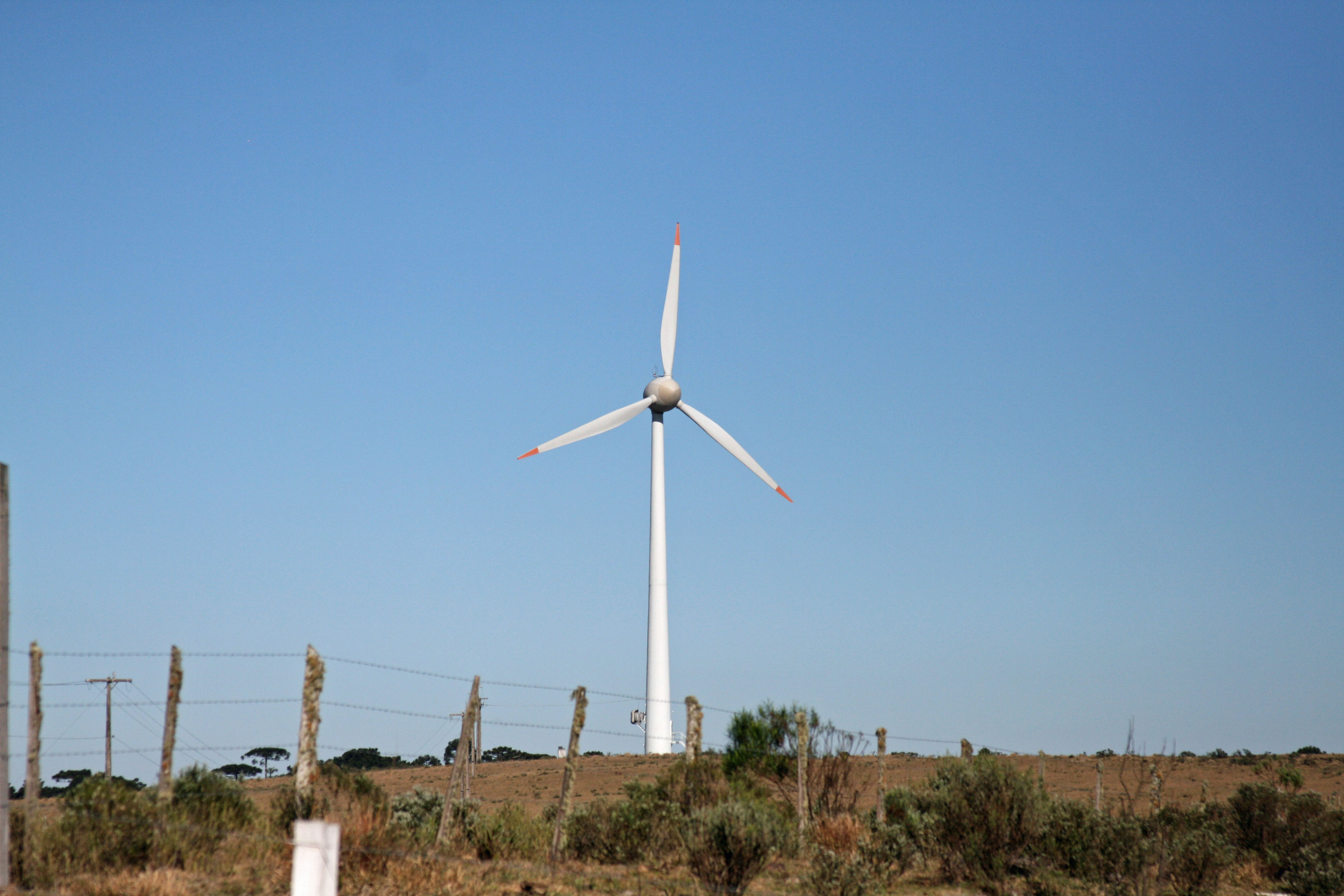
Turbina eólica na Serra do Rio do Rastro, em Santa Catarina.

Desde a criação do Proinfa, a produção de energia eólica no Brasil aumentou de 22 MW em 2003 para 602 MW em 2009, quase 1000MW em 2011, como parte dos 36 projetos privados. Outros 10 projetos estão em construção, com uma capacidade de 256,4 MW, e 45 outros projetos foram aprovados pela ANEEL, com um potencial estimado de 2,139.7 MW.Sendo que considerando o potencial eólico instalado e o os projetos em construção para entrega até 2013, o país atingirá no final de 2013 a marca dos 4.400MW.
O desenvolvimento destas fontes de energia eólica no Brasil está ajudando o país a alcançar seus objetivos estratégicos de aumentar a segurança energética, reduzir as emissões de gases de efeito estufa e criando empregos. O potencial para este tipo de geração de energia no Brasil poderia chegar a até 145.000 MW, segundo o Relatório de Potencial de Energia Eólica de 2001 do Centro de Pesquisas de Energia Elétrica (Cepel). A energia eólica foi responsável por 7,3% da energia elétrica gerada no ano de 2017 no Brasil. A fonte hidráulica foi responsável por 70,6% do total e as usinas térmicas responderam por 22%. No dia 3 de julho de 2017, a energia eólica foi responsável por 11% de toda a energia gerada no Brasil, o equivalente a 20 milhões de residências.
No dia 19 de agosto de 2018, o Operador Nacional do Sistema Elétrico registrou um novo recorde horário de geração eólica, atingindo a máxima diária de 8.247 MW às 9h28, atendendo 98% da demanda do Nordeste, além de enviar o excedente para as demais regiões do país. Também foi atingido, em julho, um percentual de 72% da produção diária de energia do Nordeste.

## Custo

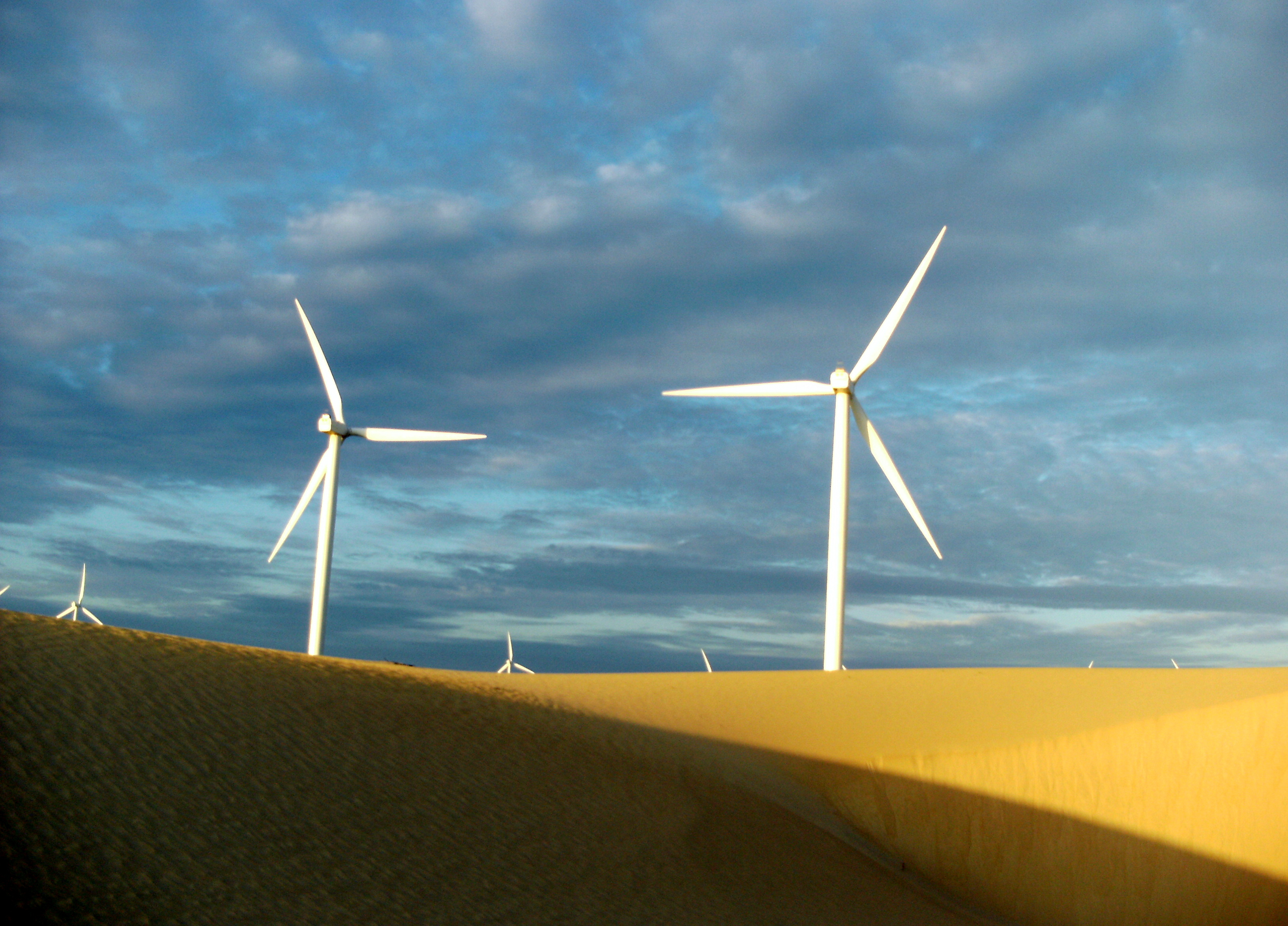
Parque eólico em Caucaia, Ceará.

O custo de produção de energia continua a representar um desafio significativo para o crescimento da energia eólica. O preço por megawatt-hora (MWh) estabelecido no Brasil para o fornecimento de energia de reserva era de 189 reais, enquanto o teto definido na licitação para as usinas do Complexo Hidrelétrico do Rio Madeira foi de 91 reais (UHE Jirau), em 2008, e 122 reais (UHE Santo Antonio) em 2007. Estes preços de hidroeletricidade foram marcados por até 35% em leilões de 2008 e 2007; o fornecimento de energia foi negociado a 71,4 reais/MWh no caso de Jirau, e 78,9 reais/MWh para a usina de Santo Antônio.
Já no leilão da Aneel, realizado em 27 de agosto de 2010, o preço da energia de origem eólica ficou em 130,8 reais/MWh, tendo sido inferior ao da de biomassa e de pequenas centrais hidrelétricas (PCHs).
No leilão de agosto de 2011, o preço da energia eólica atingiu um novo patamar, ainda mais baixo, 99,58 reais/MWh, ficando até mais barato que a energia de termoelétricas a gás natural. Neste leilão foi vendido mais de 1.900MW, valor maior que o total de energia eólica instalado no país até o momento, assim, a produção de energia eólica no país vai mais que dobrar até 2014, ano de conclusão dos projetos vendidos no leilão.

## Capacidade instalada

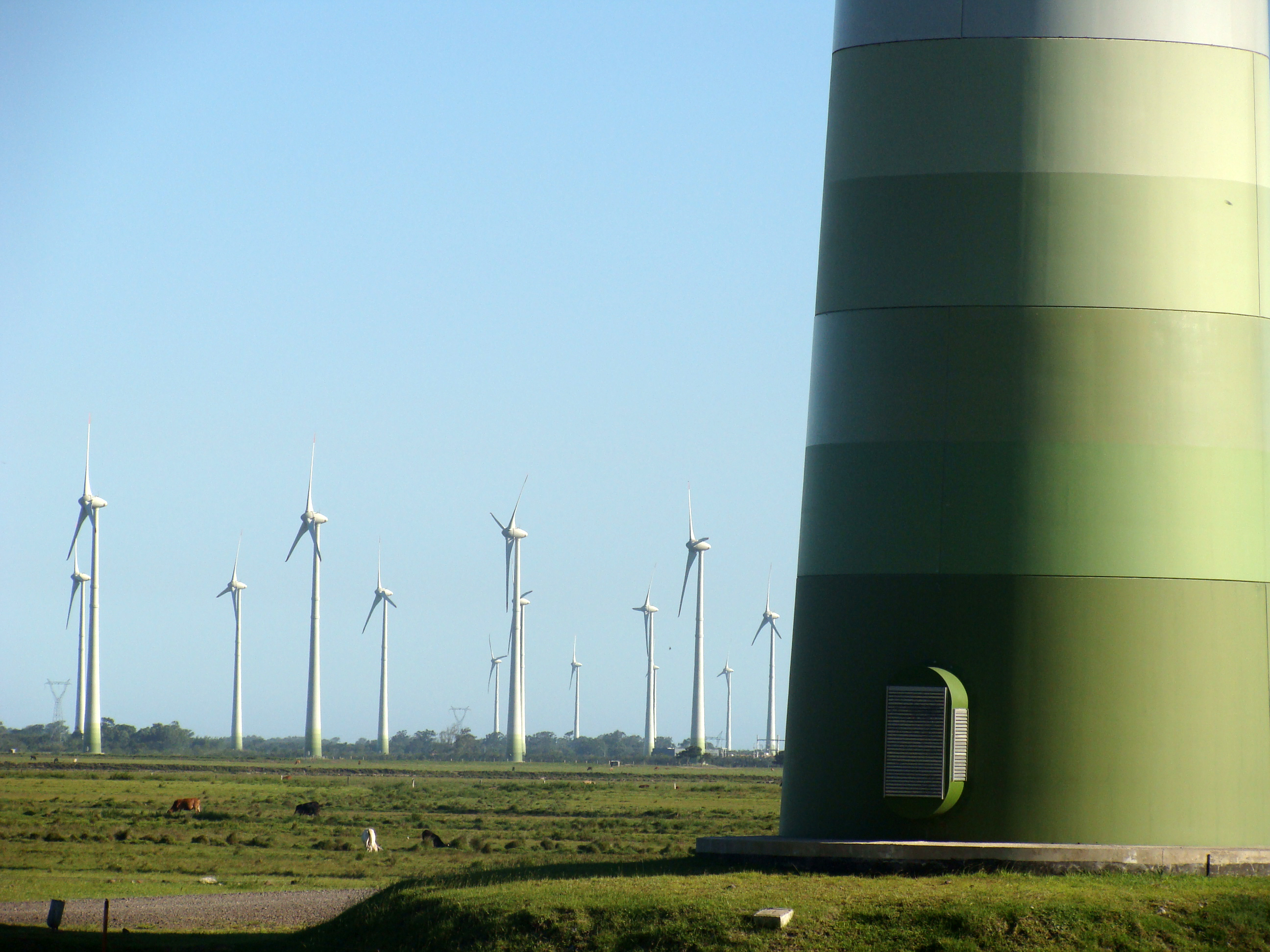
Parque eólico de Osório no Rio Grande do Sul, a energia eólica responde por 8,4% da energia produzida no país.

| Nome                                     | Capacidade instalada (MW) | Estado                     |
| ---------------------------------------- | ------------------------- | -------------------------- |
| Complexo Eólico Oitis                    | 566,5                     | Bahia/ Piauí               |
| Complexo eólico Morro do Chapéu Sul II   | 353                       | Bahia                      |
| Complexo eólico Alto Sertão I            | 293,6                     | Bahia                      |
| Complexo eólico Alto Sertão II           | 386,10                    | Bahia                      |
| Parque Eólico São Vitor                  | 465                       | Bahia                      |
| Conjunto Eólico Campo Largo II           | 361,2                     | Bahia                      |
| Parque eólico Babilônia                  | 360                       | Bahia                      |
| Conjunto Eólico Umburanas                | 360                       | Bahia                      |
| Complexo Eólico Assuruá                  | 353                       | Bahia                      |
| Complexo Eólico Folha Larga Norte        | 344                       | Bahia                      |
| Complexo eólico Ventos de Santa Eugênia  | 342                       | Bahia                      |
| Conjunto Eólico Campo Largo I            | 326,7                     | Bahia                      |
| Complexo eólico Tucano                   | 322                       | Bahia                      |
| Complexo Eólico Itaguaçu da Bahia        | 280                       | Bahia                      |
| Parque eólcio de Delfina                 | 209,4                     | Bahia                      |
| Complexo eólico Ventos da Bahia          | 182,6                     | Bahia                      |
| Complexo eólico Morro do Chapéu Sul      | 172                       | Bahia                      |
| Complexo eólico Serra Azul               | 118                       | Bahia                      |
| Parque eólico Canudos 1                  | 99,4                      | Bahia                      |
| Complexo eólico Brotas de Macaúbas       | 95,2                      | Bahia                      |
| Complexo eólico Caetité                  | 90                        | Bahia                      |
| Parque eólico Cristal                    | 89,7                      | Bahia                      |
| Complexo Eólico Curva dos Ventos         | 56,4                      | Bahia                      |
| Complexo Eólico Echo 1                   | 88                        | Bahia/ Rio Grande do Norte |
| Complexo Eólico Echo 5                   | 53                        | Bahia/ Rio Grande do Norte |
| Complexo Eólico Marítimo Asa Branca      | 400                       | Ceará                      |
| Parque eólico de Aracati                 | 260                       | Ceará                      |
| Conjunto Eólico Trairi                   | 212,6                     | Ceará                      |
| Complexo Eólico Serrote                  | 205                       | Ceará                      |
| Complexo Eólico Ventos de Tianguá        | 141                       | Ceará                      |
| Parque eólico Bons Ventos do Aracati     | 140                       | Ceará                      |
| Complexo Eólico de Fortim                | 123                       | Ceará                      |
| Complexo Eólico Serra do Mato            | 121,8                     | Ceará                      |
| Complexo eólico Bons Ventos da Serra     | 109                       | Ceará                      |
| Usina de Energia Eólica de Praia Formosa | 104,4                     | Ceará                      |
| Complexo eólico MS                       | 94,5                      | Ceará/ Rio Grande do Norte |
| Complexo Eólico Acaraú                   | 72                        | Ceará                      |
| Complexo eólico Pedra Cheirosa           | 48,3                      | Ceará                      |
| Parque eólico Volta do Rio               | 42                        | Ceará                      |
| Parque eólico Kairós                     | 260                       | Ceará                      |
| Parque Eólico Praias de Parajuru         | 28,8                      | Ceará                      |
| Parque Eólico Eco Energy                 | 25,2                      | Ceará                      |
| Parque Eólico de Paracuru                | 23,4                      | Ceará                      |
| Parque eólico Bons Ventos Taíba          | 17                        | Ceará                      |
| Parque Eólico de Canoa Quebrada          | 10,5                      | Ceará                      |
| Parque Eólico de Prainha                 | 10                        | Ceará                      |
| Parque Eólico de Lagoa do Mato           | 3,2                       | Ceará                      |
| Parque Eólico Praia Mansa                | 2,4                       | Ceará                      |
| Parque eólico Delta 3                    | 220,8                     | Maranhão                   |
| Parque eólico Delta 5                    | 54                        | Maranhão                   |
| Parque eólico Delta 6                    | 54                        | Maranhão                   |
| Parque eólico Delta 7                    | 62,1                      | Maranhão                   |
| Parque eólico Delta 8                    | 35,1                      | Maranhão                   |
| Complexo Eólico Chafariz                 | 471                       | Paraíba                    |
| Parque Eólico Serra do Seridó            | 242                       | Paraíba                    |
| Complexo eólico Santa Luzia              | 94,5                      | Paraíba                    |
| Parque Eólico de Vale dos Ventos         | 48                        | Paraíba                    |
| Parque Eólico de Millennium              | 10,4                      | Paraíba                    |
| Parque Eólico Vitória                    | 4,5                       | Paraíba                    |
| Parque Eólico de Palmas                  | 2,5                       | Paraná                     |
| Complexo Eólico Ventos de São Clemente   | 233                       | Pernambuco                 |
| Complexo eólico Lagoa dos Ventos         | 1112                      | Piauí                      |
| Complexo Eólico Delta Piauí              | 144,8                     | Piauí                      |
| Parque Eólico de Gargaú                  | 28,1                      | Rio de Janeiro             |
| Complexo eólico Rio do Vento             | 1038                      | Rio Grande do Norte        |
| Conjunto Eólico Santo Agostinho          | 434                       | Rio Grande do Norte        |
| Complexo Eólico São Fernando             | 265                       | Rio Grande do Norte        |
| Complexo eólico Calangos                 | 234                       | Rio Grande do Norte        |
| Parque eólico Cumaru                     | 206                       | Rio Grande do Norte        |
| Complexo eólico Ventus                   | 187                       | Rio Grande do Norte        |
| Parque eólico União dos Ventos           | 169,6                     | Rio Grande do Norte        |
| Parque eólico Morro dos Ventos           | 145,2                     | Rio Grande do Norte        |
| Parque eólico Anemus                     | 138,6                     | Rio Grande do Norte        |
| Complexo Eólico Echo 2                   | 132                       | Rio Grande do Norte        |
| Complexo Eólico Famosa III               | 120                       | Rio Grande do Norte        |
| Parque eólico Mangue Seco                | 104                       | Rio Grande do Norte        |
| Complexo Eólico Echo 3                   | 101                       | Rio Grande do Norte        |
| Parque eólico Alegria II                 | 100,65                    | Rio Grande do Norte        |
| Complexo Eólico Echo 6                   | 97                        | Rio Grande do Norte        |
| Complexo Eólico Vamcruz                  | 93                        | Rio Grande do Norte        |
| Complexo Eólico Echo 8                   | 92                        | Rio Grande do Norte        |
| Complexo Eólico Echo 4                   | 85                        | Rio Grande do Norte        |
| Parque eólico Santa Clara                | 80                        | Rio Grande do Norte        |
| Complexo Eólico Echo 7                   | 76                        | Rio Grande do Norte        |
| Complexo Eólico Echo 9                   | 76                        | Rio Grande do Norte        |
| Complexo eólico Santos                   | 64                        | Rio Grande do Norte        |
| Parque eólico Modelo                     | 56,5                      | Rio Grande do Norte        |
| Parque eólico Alegria I                  | 51,15                     | Rio Grande do Norte        |
| Parque eólico de Rio do Fogo             | 49,6                      | Rio Grande do Norte        |
| Complexo Eólico Echo 10                  | 38                        | Rio Grande do Norte        |
| Parque eólico Arizona I                  | 28                        | Rio Grande do Norte        |
| Parque eólico Mel II                     | 20                        | Rio Grande do Norte        |
| Complexo eólico do Chuí                  | 582                       | Rio Grande do Sul          |
| Complexo Eólico Cerro Chato              | 217,2                     | Rio Grande do Sul          |
| Usina de Energia Eólica Capão do Tigre   | 180                       | Rio Grande do Sul          |
| Parque eólico de Osório                  | 150                       | Rio Grande do Sul          |
| Parque eólico de Atlântica               | 120                       | Rio Grande do Sul          |
| Parque Eólico Cidreira I                 | 70                        | Rio Grande do Sul          |
| Parque Eólico da Honda                   | 27                        | Rio Grande do Sul          |
| Complexo Eólico de Calmon                | 256,5                     | Santa Catarina             |
| Parque eólico de Água Doce               | 142,8                     | Santa Catarina             |
| Parque eólico de Bom Jardim              | 93                        | Santa Catarina             |
| Parque Eólico do Horizonte               | 4,8                       | Santa Catarina             |
| Parque eólico de Barra dos Coqueiros     | 34,5                      | Sergipe                    |